# Cheiloporidion pulvinatum
Cheiloporidion pulvinatum är en nässeldjursart som beskrevs av Stephen D. Cairns 1983. Cheiloporidion pulvinatum ingår i släktet Cheiloporidion och familjen Stylasteridae. Inga underarter finns listade i Catalogue of Life.